# روجر ديفيدسون
روجر ديفيدسون (بالإنجليزية: Roger Davidson)‏ (27 أكتوبر 1948 في المملكة المتحدة - ) هو لاعب كرة قدم بريطاني في مركز الوسط. لعب مع نادي أرسنال ونادي بورتسموث ونادي فولهام ولينكولن سيتي أف سي ونادي ألدرشوت.

## وصلات خارجية
- روجر ديفيدسون على موقع قاعدة بيانات كرة القدم.إي يو (الإنجليزية)